# Савчин Володимир Дмитрович
Володи́мир Дми́трович Са́вчин (18 липня 1989, с. Підбережжя, тепер Долинська міська громада, Івано-Франківська область— 1 травня 2022, с. Новосілка, Великоновосілківська селищна громада, Донецька область) — військовослужбовець, учасник російсько-української війни, громадський діяч.

## Життєпис
Народився 18 липня 1989 в селі Підбережжя (тепер Долинська міська громада, Івано-Франківська область).
Закінчив місцеву школу та «Прикарпатський фаховий коледж лісового господарства» в Болехові. Вищу освіту здобув у Національному лісотехнічному університеті України у Львові.
Взяв активну участь в Революції гідності, входив до 4-ї «Козацької сотні» Самооборони Майдану. У 2015 році став засновником Громадської організації «4-та Козацька сотня Майдану — Труханівська Січ».
17 лютого 2015 року став співзасновником ГО «Сонячна Січ» в рідному селі. Взяв участь у багатьох патріотичних заходах організації.
Працював у Долинській міській раді.
З початком повномасштабного вторгнення приєднався до полку Азов-Київ, брав участь у боях на Донецькому напрямку. Загинув 1 травня 2022 року біля села Новосілка. Похований у рідному селі.

## Нагороди
- Орден «За мужність» 3-го ступеня (посмертно) від 12 грудня 2022.[5]
- Нагрудний знак «За заслуги перед Долинською громадою» (посмертно) від 24 серпня 2022.[6]